# Boundary Street

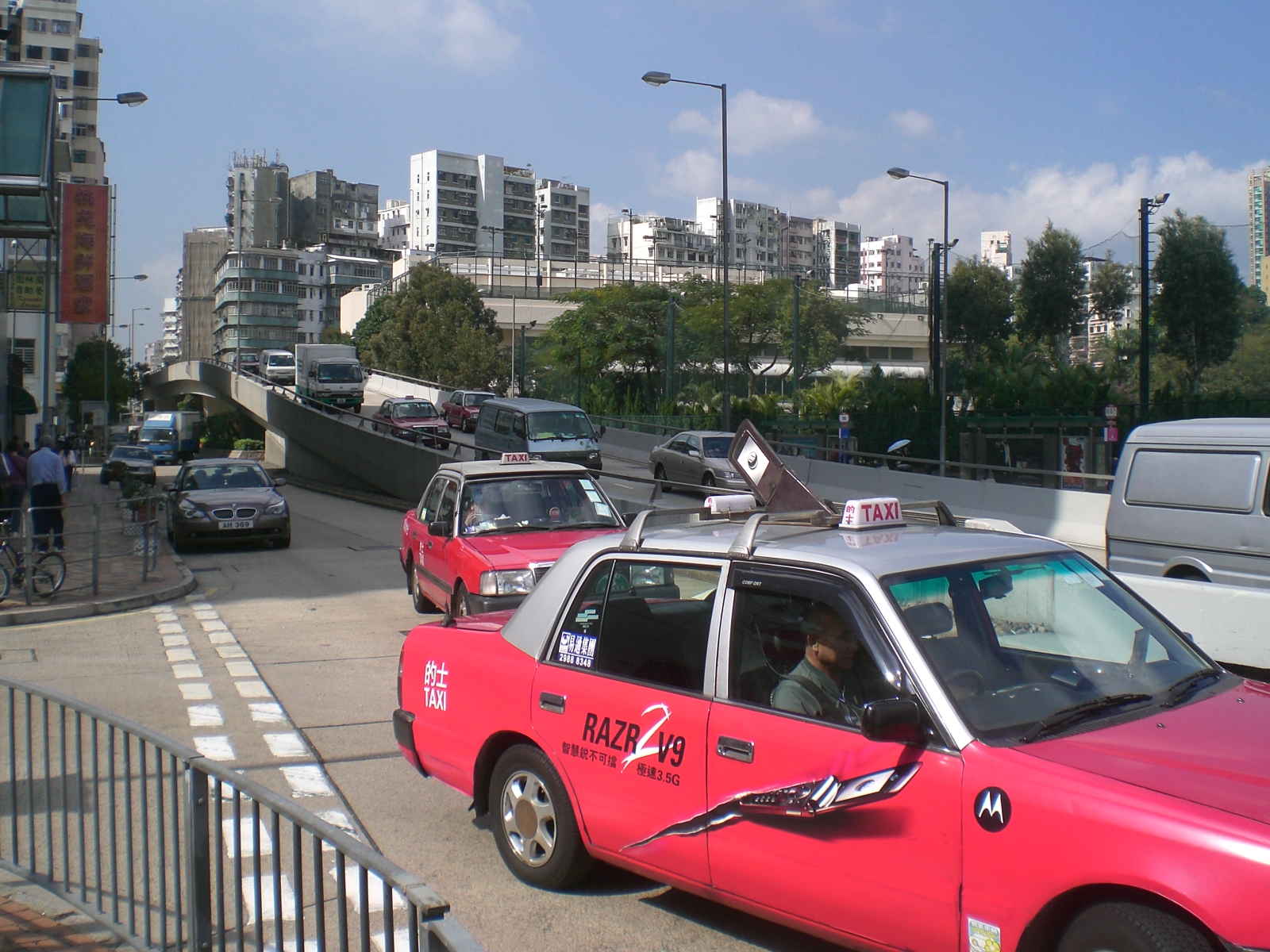
Boundary Street

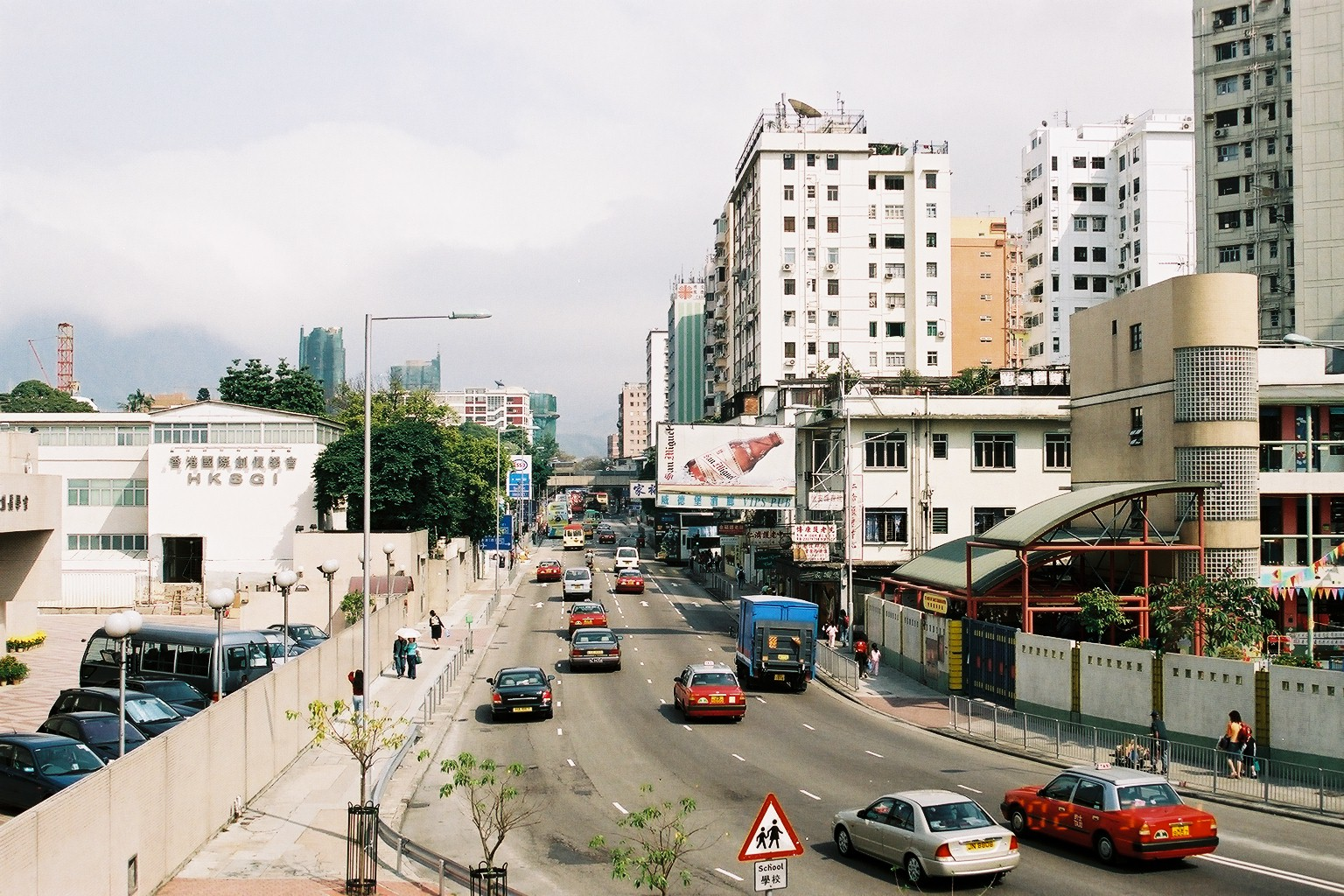
Boundary Street près de Kowloon Tong

Pour les articles homonymes, voir Boundary.
Boundary Street (界限街) est une rue à sens unique à trois voies à Kowloon, Hong Kong, Chine. Son parcours est dans la direction allant vers l'est commençant dans l'ouest à son intersection avec la Tung Chau Street, et termine dans l'est à son intersection avec la Prince Edward Road ouest, près de l'ancien aéroport de Kai Tak. 

## Histoire
Historiquement, la rue délimite la partie méridionale de Kowloon, cédé au Royaume-Uni pendant l'époque Qing en 1860, et la partie nord de Kowloon (« nouveau Kowloon » ou New Kowloon). Ce dernier était une région de la Chine jusqu'en 1898, quand le bail avec le Royaume-Uni de 99 ans a été signé, et dénommée les New Territories. Connu précédemment sous le nom de « la ligne de démarcation » ("Boundary Line"), elle fut renommée « la vieille ligne frontalière » ("Old Frontier Line"), par la suite. 
La frontière a été rendue évidente par une longue ligne haute de bambou qui a efficacement servi comme mur pour bloquer le trafic de contrebande entre « Kowloon chinois » et « Kowloon britannique » à ce moment-là. Elle est devenue obsolète quand les nouveaux territoires ont été rejoints à la colonie. Bien que le lieu soit la marque historique de la frontière, la route ne commence d'exister qu'en 1934, plus de 30 ans après le bail du territoire au nord. La route a été construite afin d'accélérer le développement de Kowloon Tong et d'identifier la différence dans le taux de calcul des impôts locaux entre le nord et le sud de la ligne.

## Boundary Street d'aujourd'hui
Au quotidien, nouveau Kowloon n'est plus vraiment considéré comme faisant partie des Nouveaux Territoires. Les deux côtés de Boundary Street tombent dans le secteur urbain de Kowloon. À l'ouest du chemin de fer KCR East Rail, Boundary Street délimite aujourd'hui les zones administratives de Yau Tsim Mong et Sham Shui Po. 